# Односи Југославије и Вијетнама
Односи Југославије и Вијетнама били су историјски односи између Вијетнама (до 1975. Северни Вијетнам) и СФР Југославије. Две земље успоставиле су формалне билатералне односе 1957. године. Односи су били претежно позитивни због позитивног имиџа Вијетнама у Југославији у јавности који је био резултат отпора Вијетнама страној доминацији и заједничког чланства у Покрету несврстаних.
Упркос развијеним дипломатским односима са Сједињеним Државама и другим земљама Западног блока, Југославија се јасно и јавно оградила од америчке политике у Вијетнаму. Током 1960-их по југословенским градовима се могло уочити улично насиље и немири на протестима током којих су изражена снажна антиамеричка осећања и апели против Вијетнамског рата. Југославија је 1967. нормализовала своје односе са Ватиканом и папа Павле VI је заједно са председником Југославије Јосипом Брозом Титом радио на постизању мира у Вијетнаму. Југословенске власти су 1969. године основале Координациони одбор за помоћ народу Вијетнама-Индокине као тело подређено Социјалистичком савезу радног народа Југославије. Између 18. и 24. маја 1971. Нгујен Ти Бин, министарка иностраних послова Привремене револуционарне владе Републике Јужног Вијетнама, посетила је Југославију где се сусрела са председником Титом, Митјом Рибичичем, Мирком Тепавцем и Густавом Влаховим током којих су се две стране договориле да успоставе формалне билатералне односе.
На односе између Југославије и Вијетнама је негативно утицао Камбоџанско-вијетнамски рат јер је Београд сматрао да је, упркос унутрашњој ситуацији у Камбоџи, страно мешање било неоправдано и могло да доведе до ширег кинеско-совјетског сукоба.